# Jardinella carnarvonensis
Jardinella carnarvonensis  é um caracol de água doce, uma espécie de gastrópode  da família Hydrobiidae.
É endémica da Austrália.